# Reynald Pedros
Reynald Pedros (pronuncia-se Pedrô - Orléans, 10  de outubro de 1971) é um ex-futebolista francês. Ele também é descendente de portugueses e jogava como meia-atacante.
Atualmente é o técnico da Seleção Marroquina de Futebol Feminino

## Carreira
Em sua carreira de 18 anos, Pedros disputou 222 partidas e marcou 26 gols, se destacando pcom as camisas de Nantes e Olympique. Atuou também por Napoli, Lyon, Parma, Montpellier, Toulouse, Bastia, SNID e La Baule.
Encerrou sua trajetória como jogador em 2008, no modesto Baulmes, equipe da terceira divisão suíça.

## Seleção
Convocado pela Seleção Francesa de Futebol pela primeira vez em 1993, Pedros foi comparado, durante sua trajetória com a camisa dos Bleus, a David Ginola, responsável pela eliminação francesa nas Eliminatórias para a Copa de 1994.
Antes da Eurocopa de 1996, único torneio oficial que disputou, Pedros foi considerado um dos melhores meias da França, juntamente com o então desconhecido Zinédine Zidane.
Porém, a trajetória internacional do meia mudou no jogo contra a República Tcheca, que terminou empatado no tempo normal e na prorrogação. Na decisão por pênaltis, todos os cobradores haviam convertido suas tentativas, até aparecer a chance de Pedros. Entretanto, ele chutou muito fraco, facilitando a defesa do goleiro tcheco Petr Kouba. O erro causou a eliminação da França da Euro 1996.
Depois da queda dos Bleus, Pedros, antes elogiado por suas atuações, foi violentamente criticado pela imprensa, que o considerou "um pária", e passou a ser detestado por todos os franceses. Para evitar novas desavenças da torcida, Reynald anunciou que nunca mais vestiria a camisa azul.